# Anna Ringsred
Anna Ringsred (Duluth, Minnesota (VS), 27 september 1984) is een Amerikaans voormalig langebaanschaatsster. Ze is gespecialiseerd in de middellange en lange afstanden.
Op internationaal niveau is ze aanwezig vanaf de WK junioren 2002, ze eindigde op de 22e plaats in het klassement. In het wereldbekercircuit zit ze op de grens tussen de B-groep en de A-groep. In 2002 slaagde ze er niet in om ze te kwalificeren voor de Olympische Spelen in eigen land.
In 2005, 2006, 2007, 2008 en 2010 nam ze deel aan het "Continentaal kampioenschap van Noord-Amerika & Oceanië" (het kwalificatietoernooi voor de WK Allround). Ze eindigde hier respectievelijk als achtste, negende, zevende, achtste en zesde en wist zich in 2008 als tweede Amerikaanse voor het eerst voor het WK Allround te kwalificeren. Succesvol was de deelname allerminst. Met drie keer de 24e (en laatste) plaats eindigde ze ook als 24e (en laatste) in het eindklassement.
In 2007 behaalde ze goud bij de Amerikaanse afstandskampioenschappen op de 5000 meter, zilver op de 3000 meter en brons op de 1500 meter. Ze werd tweede bij het Amerikaanse allroundkampioenschap achter Catherine Raney.

## Persoonlijke records
| Afstand     | Tijd     | Datum            | Baan           |
| ----------- | -------- | ---------------- | -------------- |
| 500 meter   | 39,72    | 12 januari 2013  | Salt Lake City |
| 1000 meter  | 1.16,71  | 20 januari 2013  | Calgary        |
| 1500 meter  | 1.57,86  | 31 oktober 2009  | Calgary        |
| 3000 meter  | 4.12,49  | 15 november 2009 | Salt Lake City |
| 5000 meter  | 7.21,18  | 30 december 2009 | Salt Lake City |
| 10000 meter | 24.02,20 | 29 juni 2008     | Ushuaia        |

## Resultaten
| Jaar | CK N-Amerika | WK Allround | WK Afstanden               | WK Junioren          |
| ---- | ------------ | ----------- | -------------------------- | -------------------- |
| 2004 |              |             |                            | 22e 4e achtervolging |
| 2005 | 8e           |             |                            |                      |
| 2006 | 9e           |             |                            |                      |
| 2007 | 7e           |             | 15e 1500m 5e achtervolging |                      |
| 2008 | 8e           | NC24        |                            |                      |
| 2009 | DNF4         |             |                            |                      |
| 2010 | 6e           | NC16        |                            |                      |

NC# = niet gekwalificeerd voor de laatste afstand, maar wel als # geklasseerd in de eindrangschikking
DNF4= niet gefinisht op 4e afstand